# Старая Полтавка
Ста́рая Полта́вка — село в Волгоградской области, административный центр и крупнейший населённый пункт Старополтавского района. Также является административным центром Старополтавского сельского поселения.

## География
Село расположено в Заволжье на северо-востоке Волгоградской области, в 360 км от Волгограда. Через село протекает река Еруслан.
Ближайшая железнодорожная станция Гмелинская (Приволжская железная дорога, линия Красный Кут — Астрахань) расположена в 40 км от села, расстояние до Волгограда 320 км.

## История
Село основано в первой половине XIX века переселенцами с Левобережной Украины (первоначальное название села — Полтава). Согласно Списку населённых мест Самарской губернии 1910 года село населяли бывшие государственные крестьяне, малороссы, православные, всего 1197 мужчин и 1217 женщин. В селе имелись церковь, кредитное товарищество, волостное правление, библиотека-читальня, 2 школы, почтовое отделение, урядник, паровая и ветряная мельница, по воскресеньям проводились базары
В 1922—1941 годах село являлось центром Старополтавского кантона АССР немцев Поволжья. С 1941 года — центр Старополтавского района Сталинградской (Волгоградской) области.
В 1929 году образовался колхоз им. Куйбышева. В 1937 году был заложен парк в центре села. Перед самой войной в селе была построена типовая школа. 21 июня 1941 года был выпуск учеников, а на утро началась Великая Отечественная война. Многие выпускники школы ушли на фронт.

## Население
Динамика численности населения по годам:
| 1859 | 1889 | 1897 | 1910 | 1926 | 1939 |
| ---- | ---- | ---- | ---- | ---- | ---- |
| 1233 | 1318 | 1749 | 2414 | 2046 | 1763 |

| 1959  | 1970  | 1979  | 1989  | 2002  | 2010  | 2012  |
| ----- | ----- | ----- | ----- | ----- | ----- | ----- |
| 1978  | ↗3161 | ↗3220 | ↗3603 | ↗4059 | ↗4084 | ↗4098 |
| 2013  | 2014  | 2015  | 2016  | 2017  | 2018  | 2019  |
| ↗4104 | ↗4140 | ↗4159 | ↘4155 | ↗4159 | ↘4144 | ↘4097 |
| 2020  | 2021  |       |       |       |       |       |
| ↗4167 | ↘4042 |       |       |       |       |       |